# اشغال‌های نظامی توسط اتحاد شوروی

حوزه نفوذ شوروی در اروپای مرکزی و شرقی با تغییرات مرزی ناشی از تهاجم و عملیات نظامی جنگ جهانی دوم

در زمان جنگ جهانی دوم، اتحاد جماهیر شوروی چندین کشور را اشغال و به خاک خود ضمیمه کرد که عملاً توسط آلمان نازی و طی پیمان مولوتوف–ریبنتروپ در سال ۱۹۳۹ به شوروی تحویل داده شده بود. این کشورها شامل بخش شرقی جمهوری دوم لهستان (گنجانده‌شده در سه جمهوری شوروی) به همراه لتونی (که به لتونی شوروی تبدیل شد)، استونی (که به استونی شوروی تبدیل شد)، لیتوانی (که به لیتوانی شوروی تبدیل شد)، بخش شرقی فنلاند (که به کارلو-فنلاند شوروی تبدیل شد) و شرق رومانی (که به مولداوی شوروی تبدیل شد) و بخشی از اوکراین شوروی بود.
علاوه بر پیمان مولوتوف–ریبنتروپ و تقسیم آلمان پس از جنگ به دو کشور آلمان شرقی و غربی، شوروی در سال ۱۹۴۵ منطقه ترنسکارپاتیا را از چکسلواکی جدا و به خاک خود ملحق کرد و این منطقه بخشی از اوکراین شوروی شد.